# Gare routière de Relizane
 (mars 2025).
Motif : je ne vois pas la nécessité d'avoir une page si courte, avec peu de sources, sur la gare routière de cette ville, alors que la section "Transports" de la ville peut tout à fait présenter la gare.
- Archive Wikiwix
- Bing
- Cairn
- DuckDuckGo
- E. Universalis
- Gallica
- Google
- G. Books
- G. News
- G. Scholar
- Persée
- Qwant
- (zh) Baidu
- (ru) Yandex
- (wd) trouver des œuvres sur Wikidata

| 1. | Préciser le motif de la pose du bandeau. | Précisez le motif de la pose du bandeau en utilisant la syntaxe suivante : {{admissibilité à vérifier\|date=juin 2025\|motif=remplacez ce texte par le motif}}                                 |
| 2. | Informer les utilisateurs concernés.     | Pensez à avertir le créateur de l'article, par exemple, en insérant le code ci-dessous sur sa page de discussion : {{subst:avertissement admissibilité à vérifier\|Gare routière de Relizane}} |

La Gare routière de Relizane  est située à environ 4 km à l'ouest de la ville de Relizane dans la commune de Ben Daoud. Elle comprend de nombreuses lignes fixes locales et nationales. La gare combine le transport en bus et le transport en taxi.

## Localisation
La gare routière de Relizane est située dans la commune de Bendaoud à 4 km à l'ouest du Relizane. Le site de la gare est délimité au sud, par la route nationale N 04.

## Histoire
- 12 janvier 2012, l’accord a été signé pour lancer le service de la gare par l'autorité concédante Wilaya de Relizane[1].